# 鈴木歷史館
鈴木歷史館是位於日本靜岡縣濱松市中央區的交通博物館，該館收藏並展示鈴木公司歷年的著名市售車種、概念車、引擎技術等。

## 簡介
本博物館位於鈴木公司總部東南方，於2009年4月開幕。一樓設有四輪車、二輪車、船外機引擎等展示，二樓則關於四輪車的生產開發歷史，以及鈴木設於海外的生產工廠介紹。三樓則從創辦人鈴木道雄開始介紹，展出該公司跨入汽車產業的濫觴鈴木Suzulight等車款。

## 入場
雖然入場免費，但採預約登記制，以電話（預約電話：053-440-2020，須在營業時間平日09：00～16：30之間撥打）、傳真（傳真電話：053-440-5711）或在官方網站 （页面存档备份，存于）登記皆可，僅能預約六個月內之日期。

## 展示內容
下列展示品僅為部分而已。

### 汽車

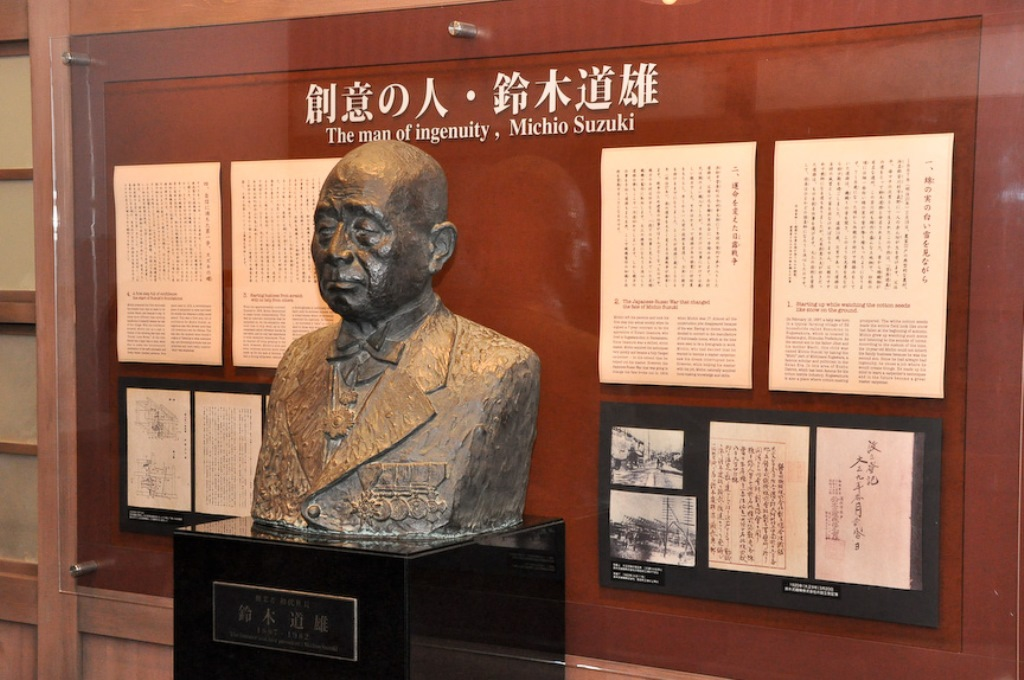
創辦人鈴木道雄銅像
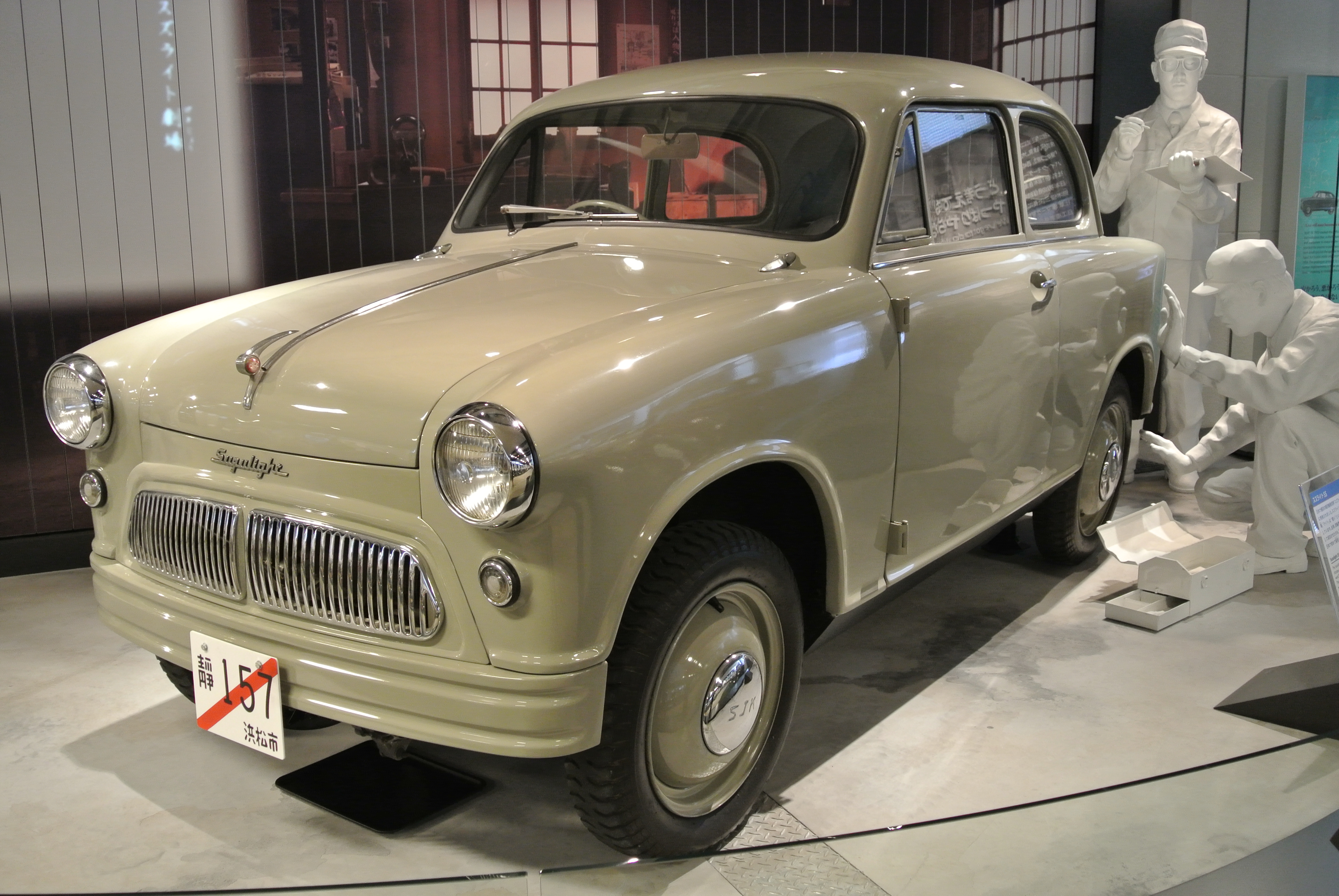
Suzulight
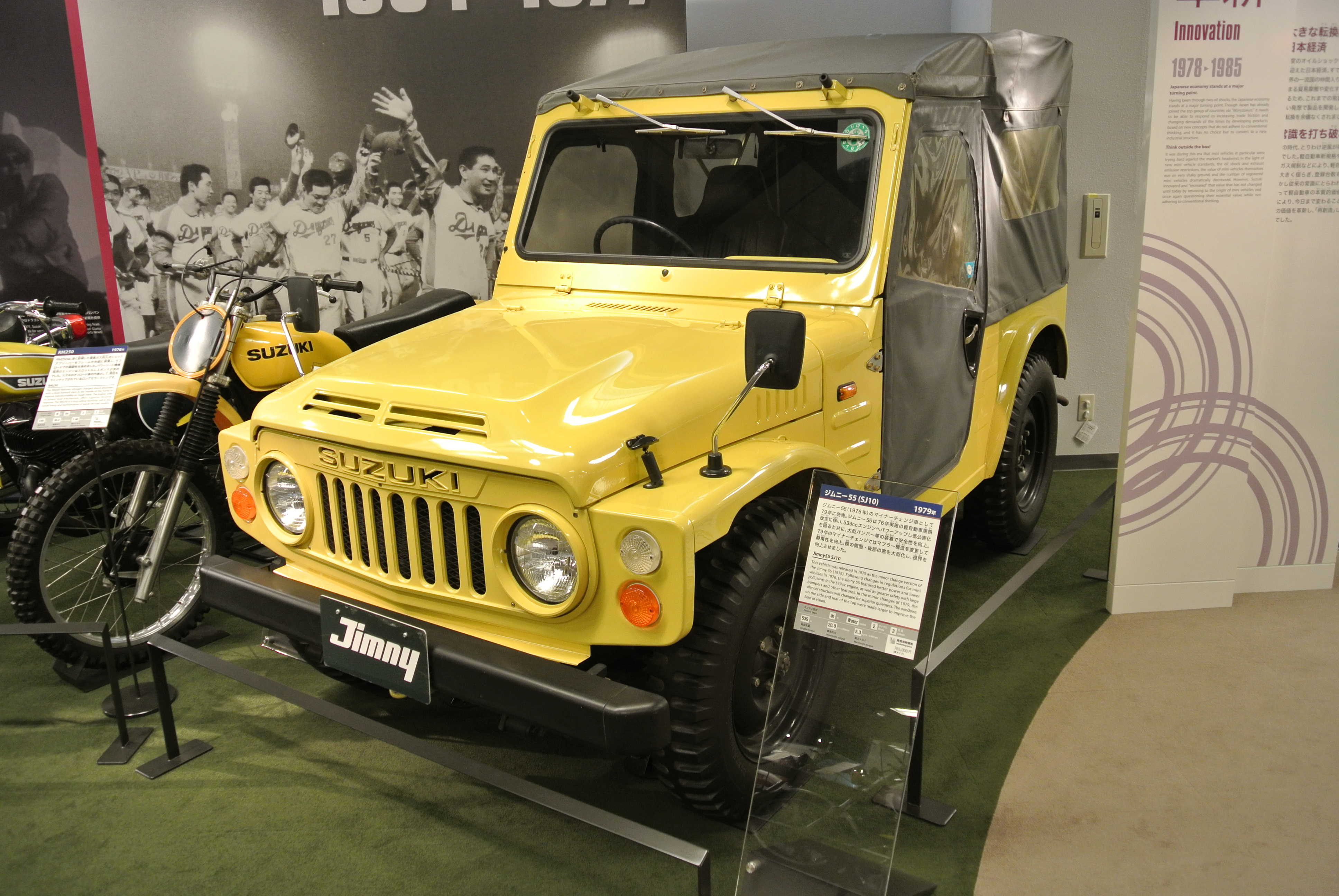
Jimny55 SJ10
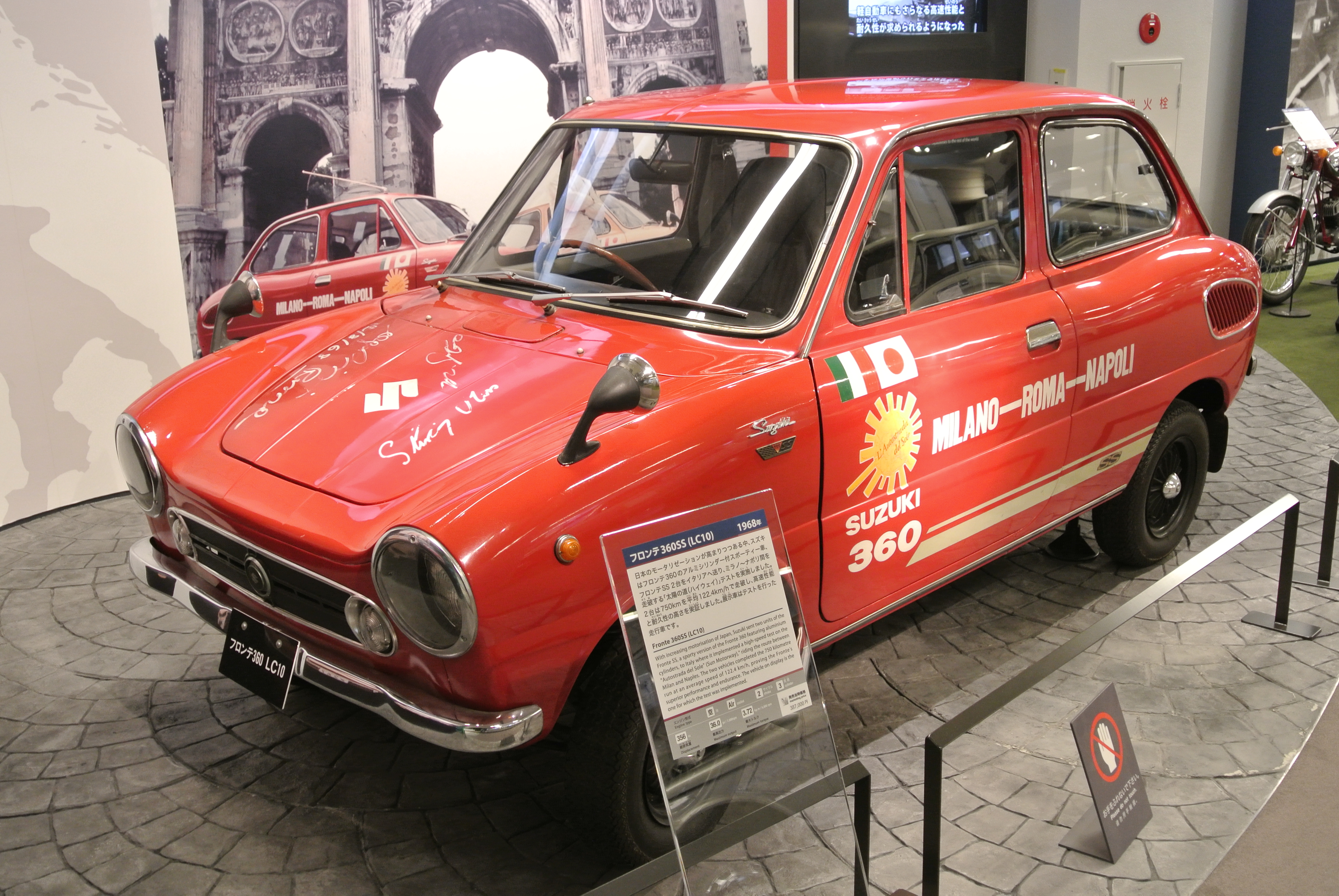
Fronte360 SS
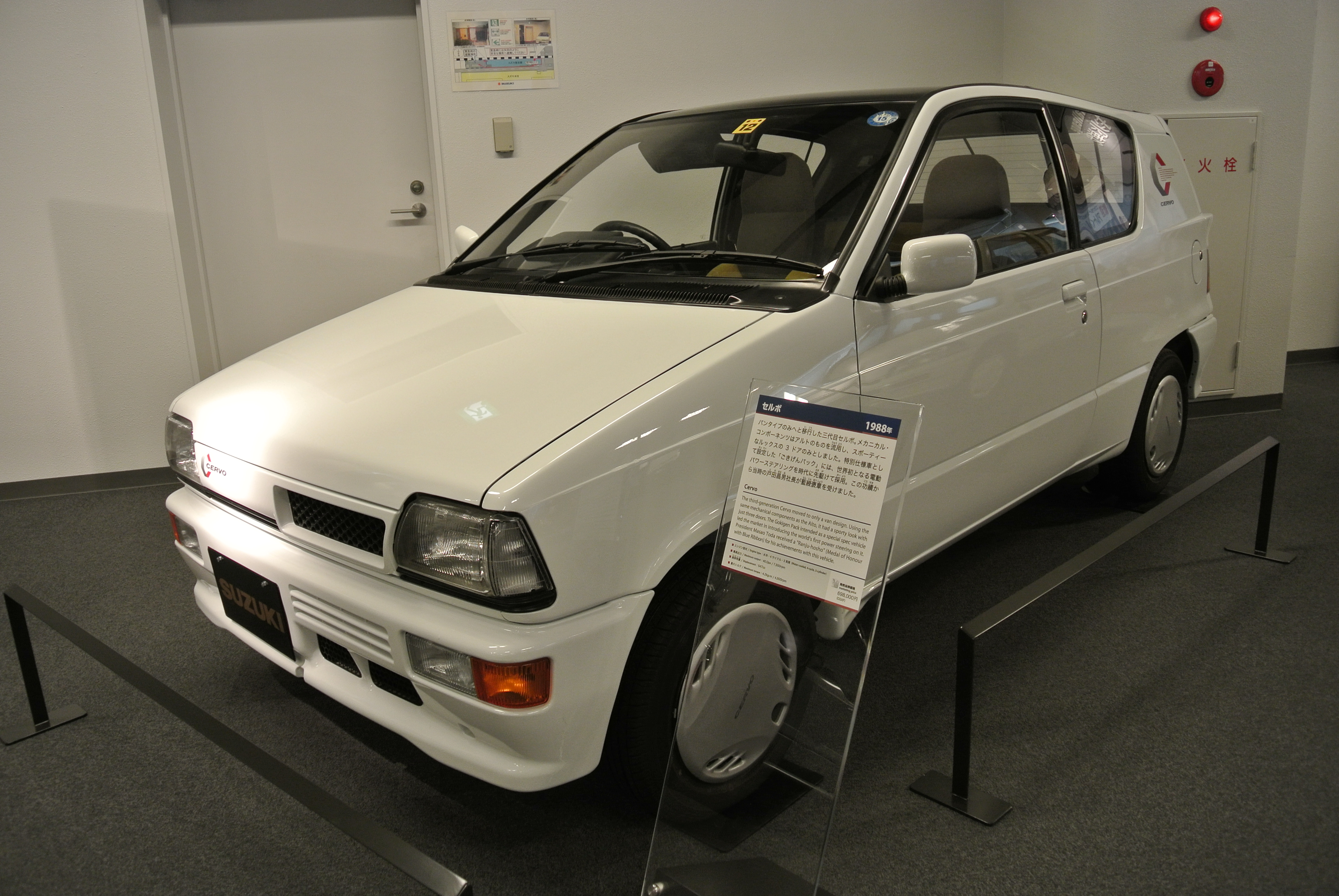
Cervo
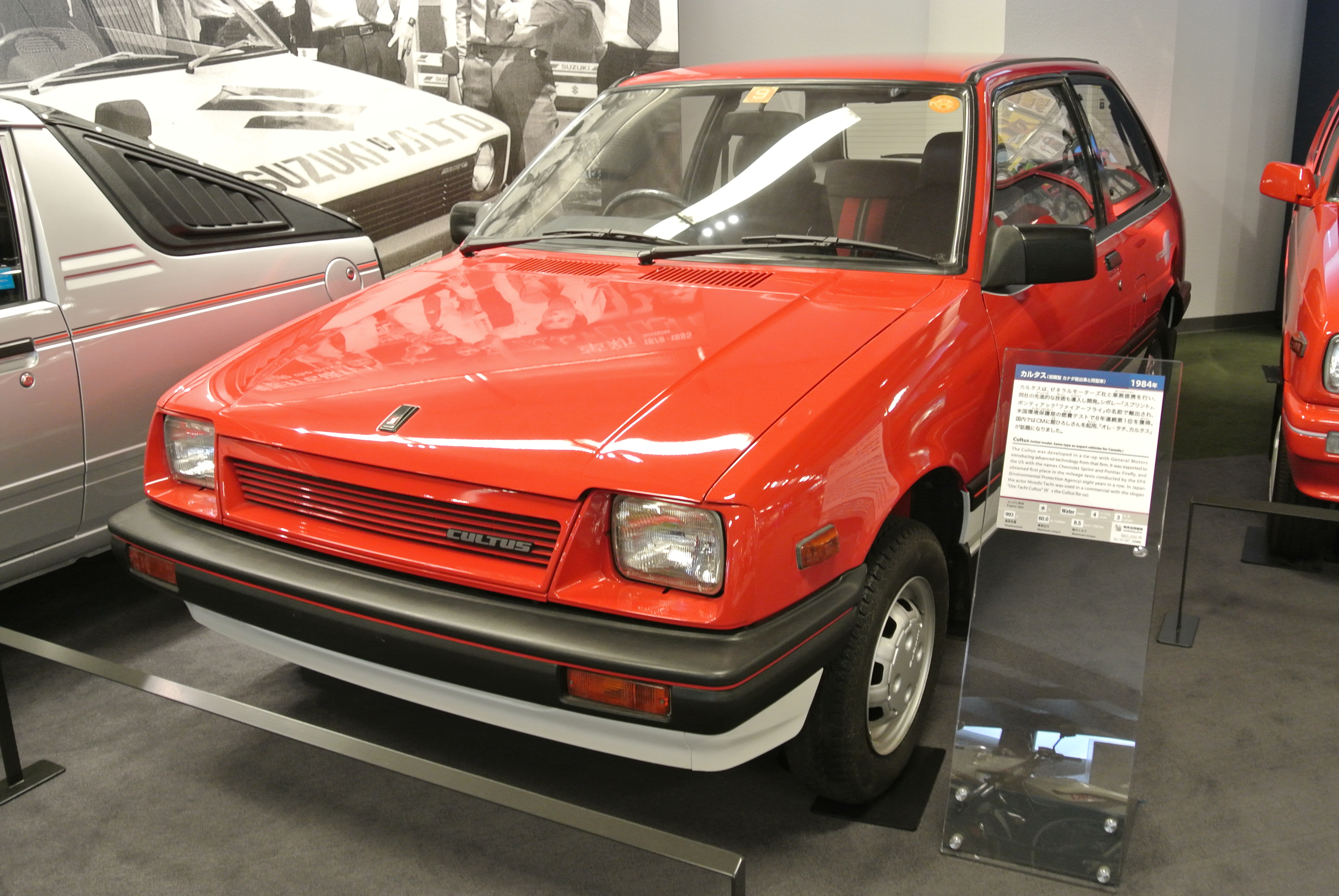
Cultus
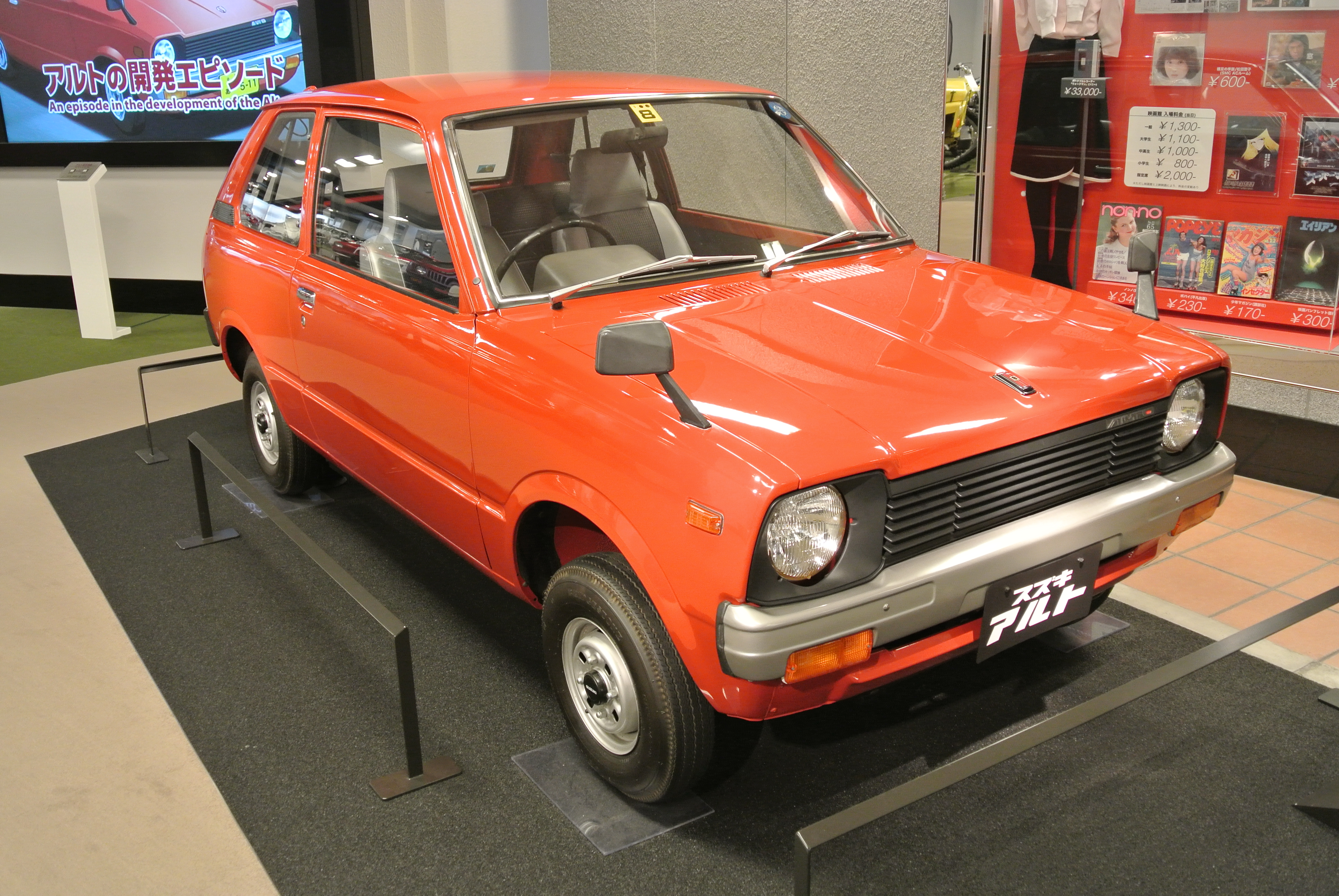
Alto
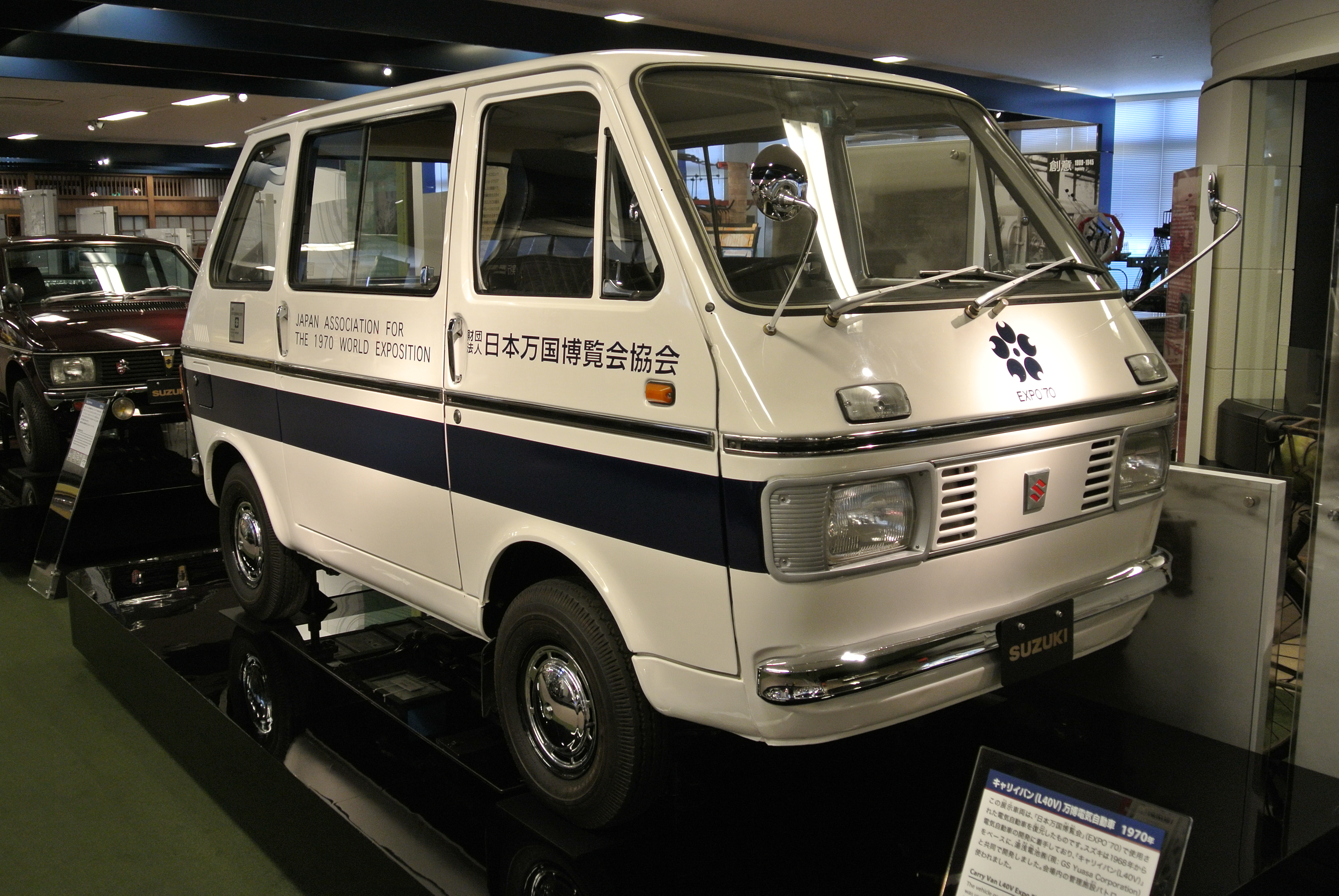
Carry
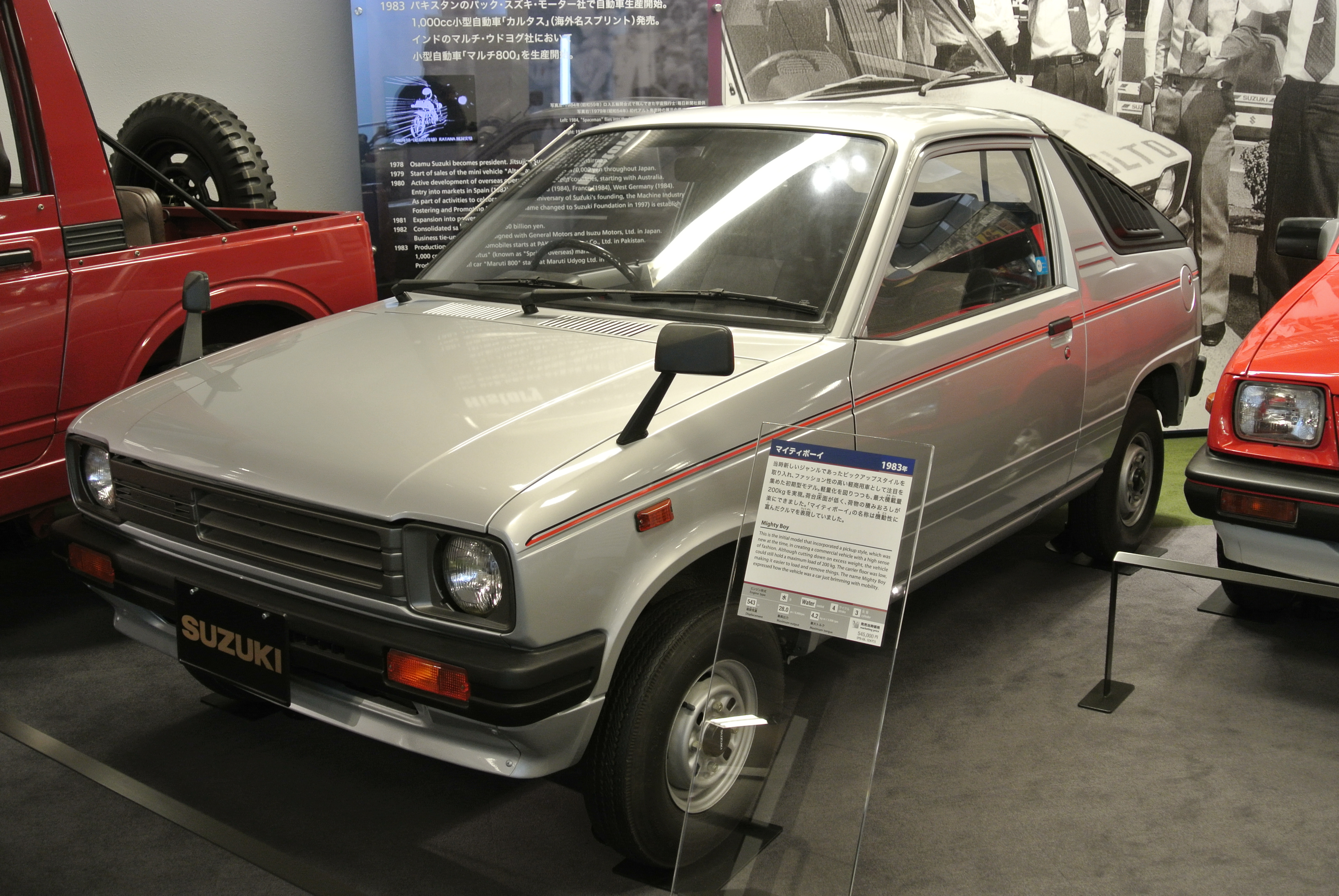
Mighty Boy PS-QL
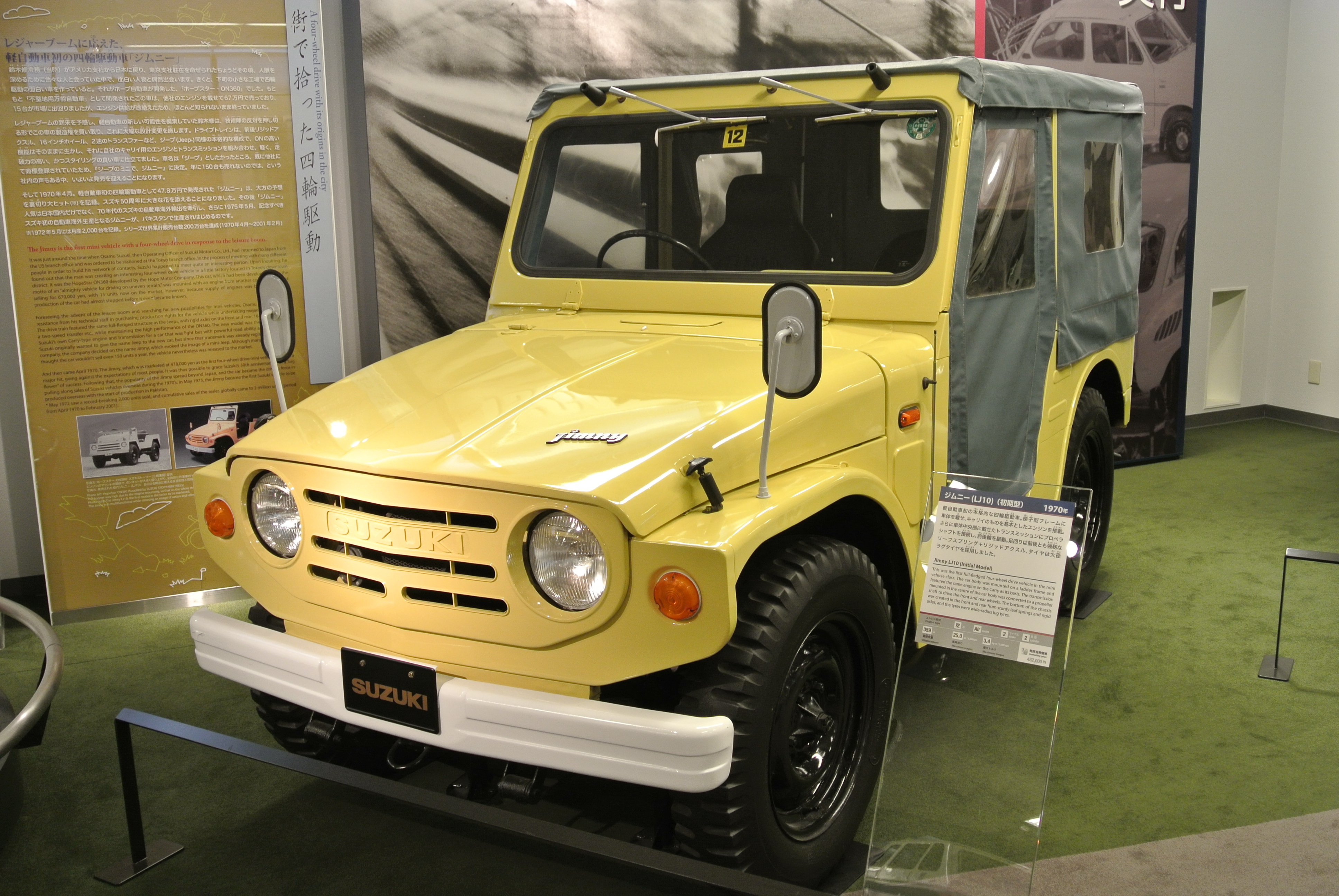
Jimny LJ10
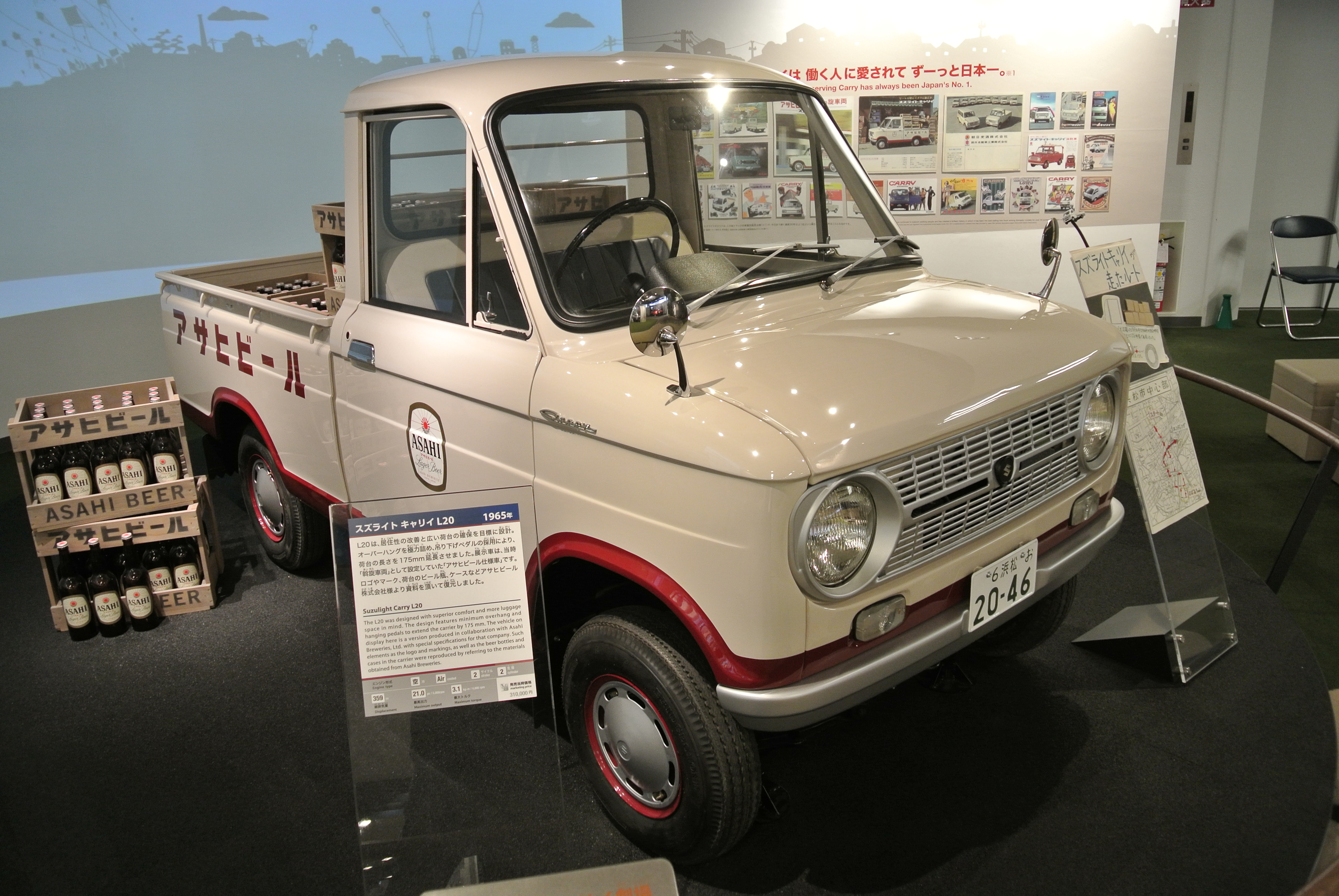
Suzulight Carry L20

### 摩托車

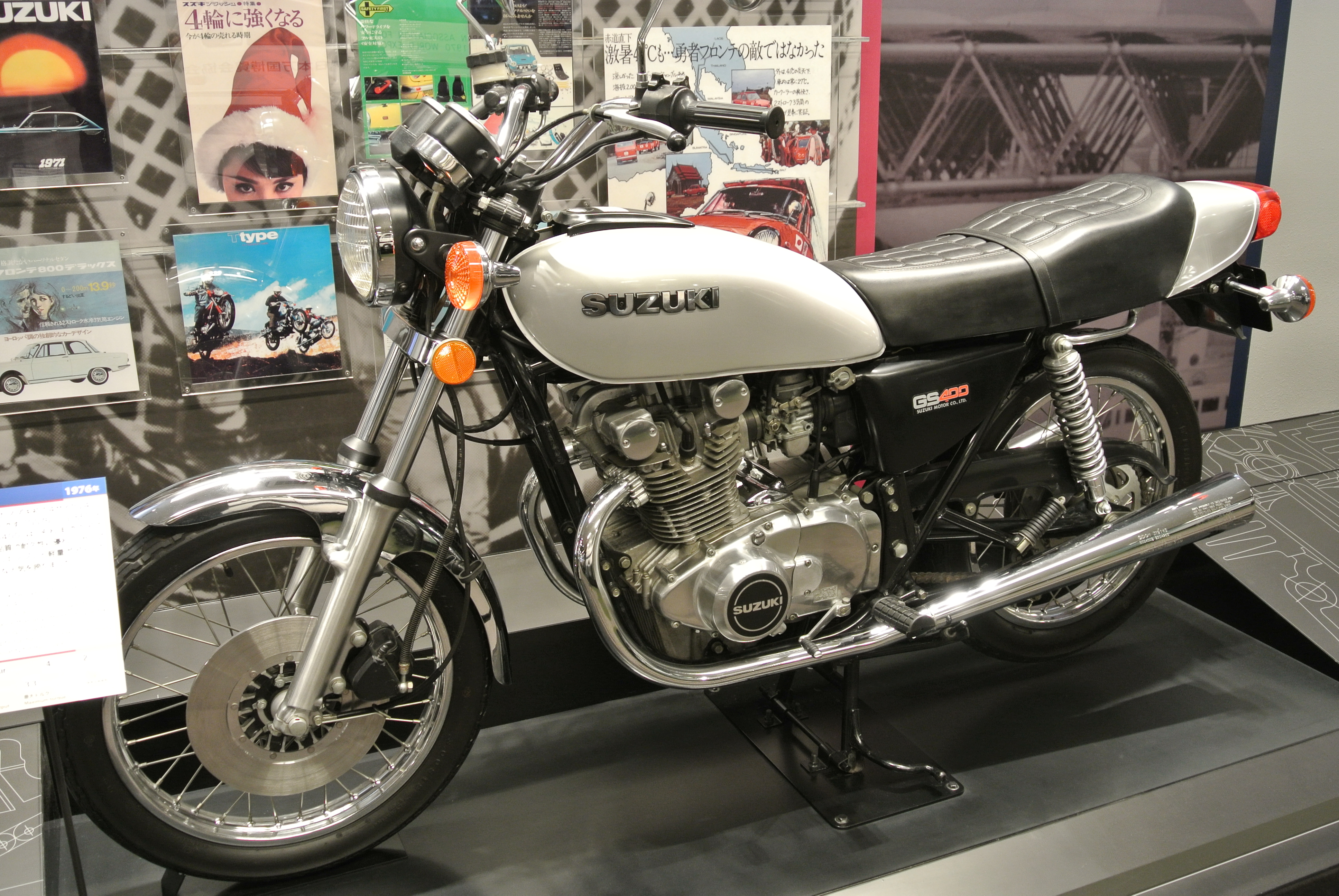
GS400
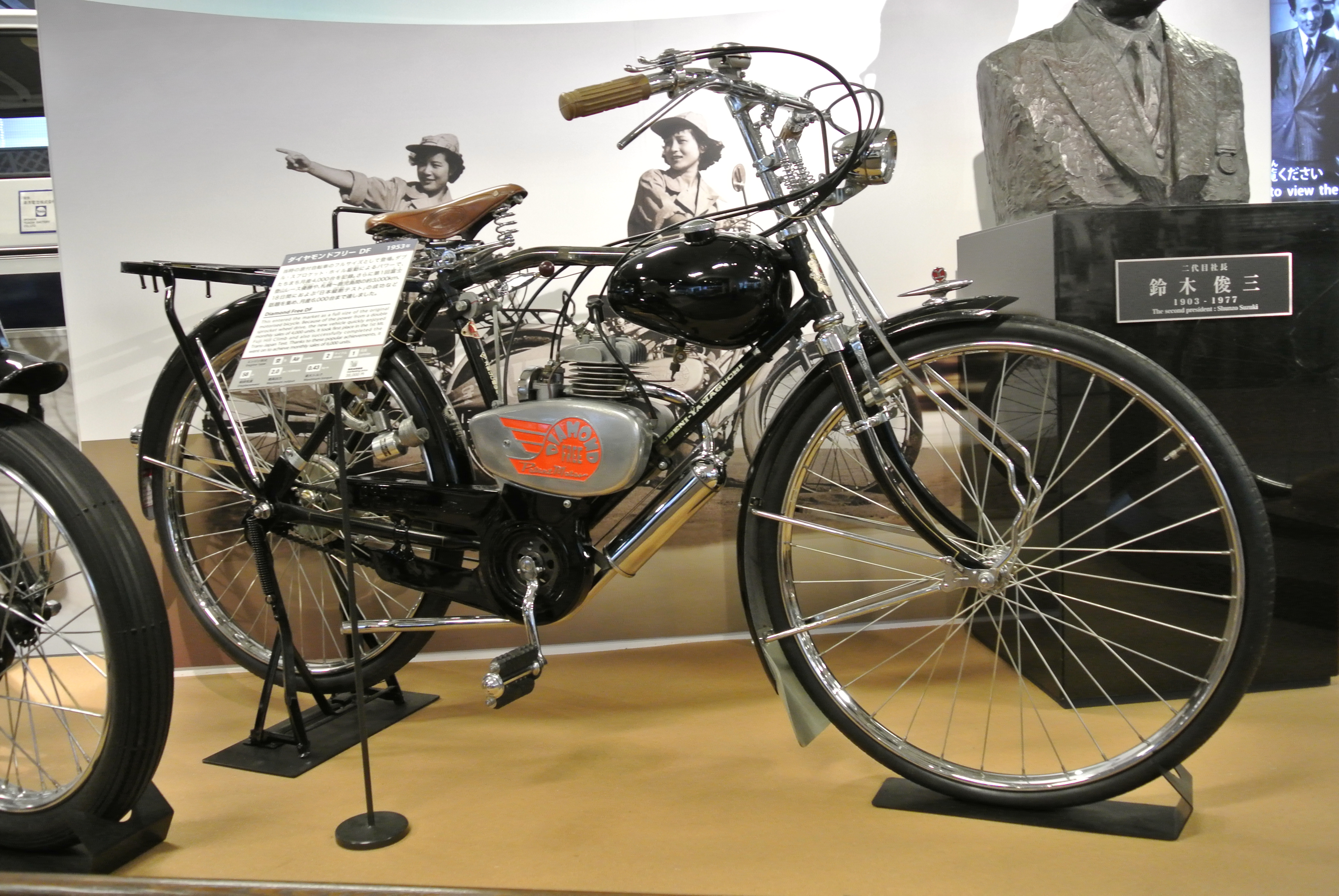
Diamond Free DF
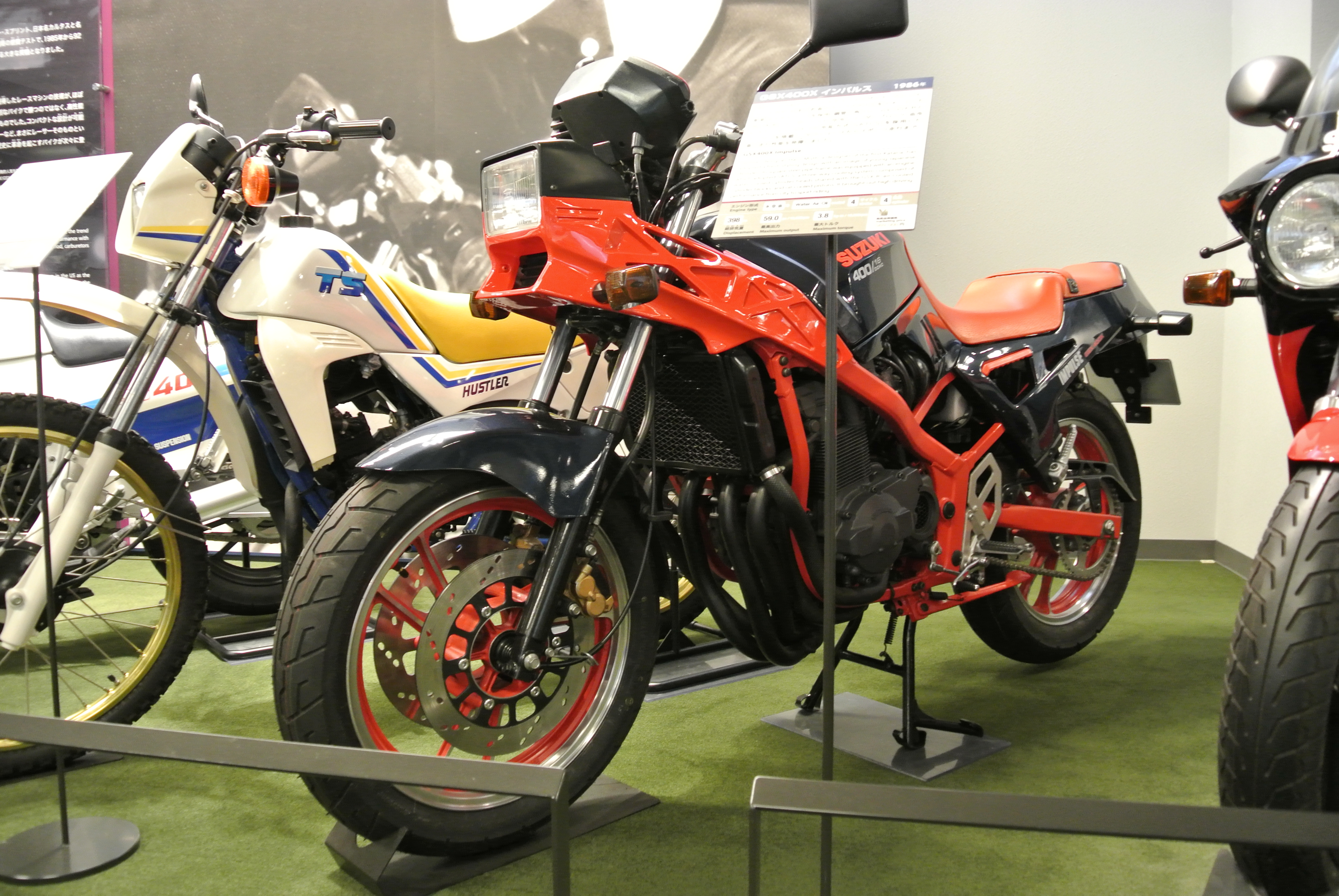
GSX400X Impulse
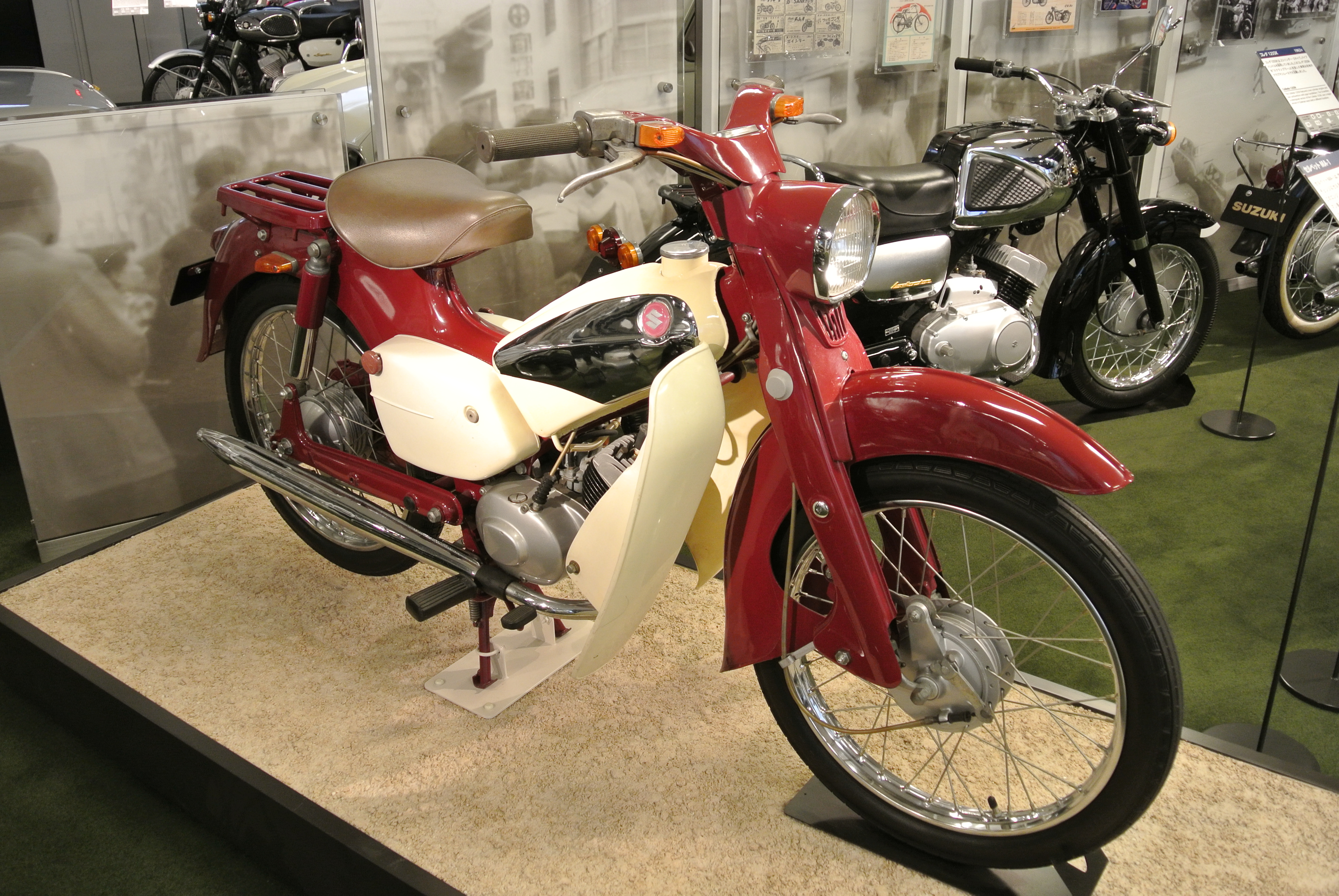
Selpet MA-1
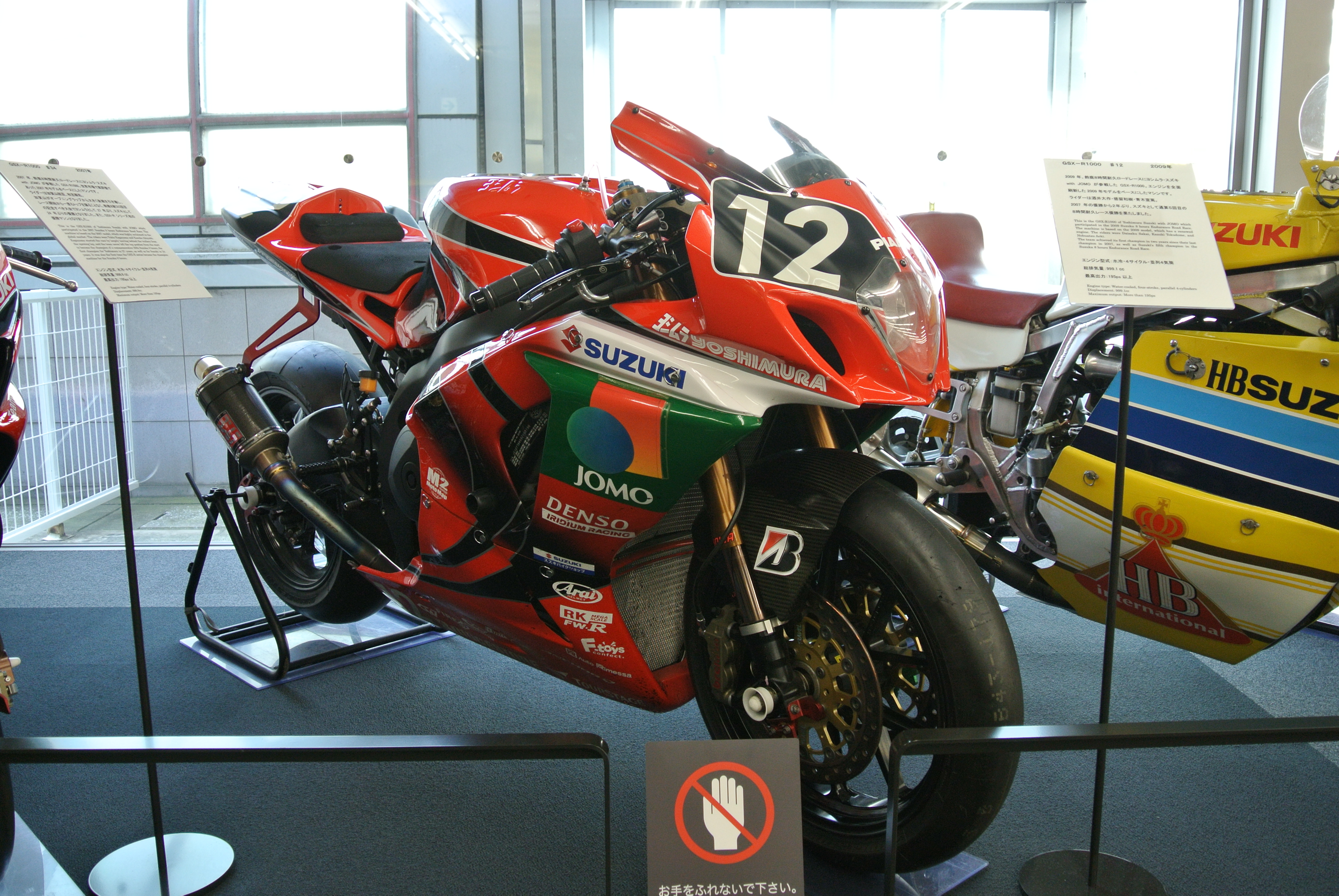
GSX-R1000
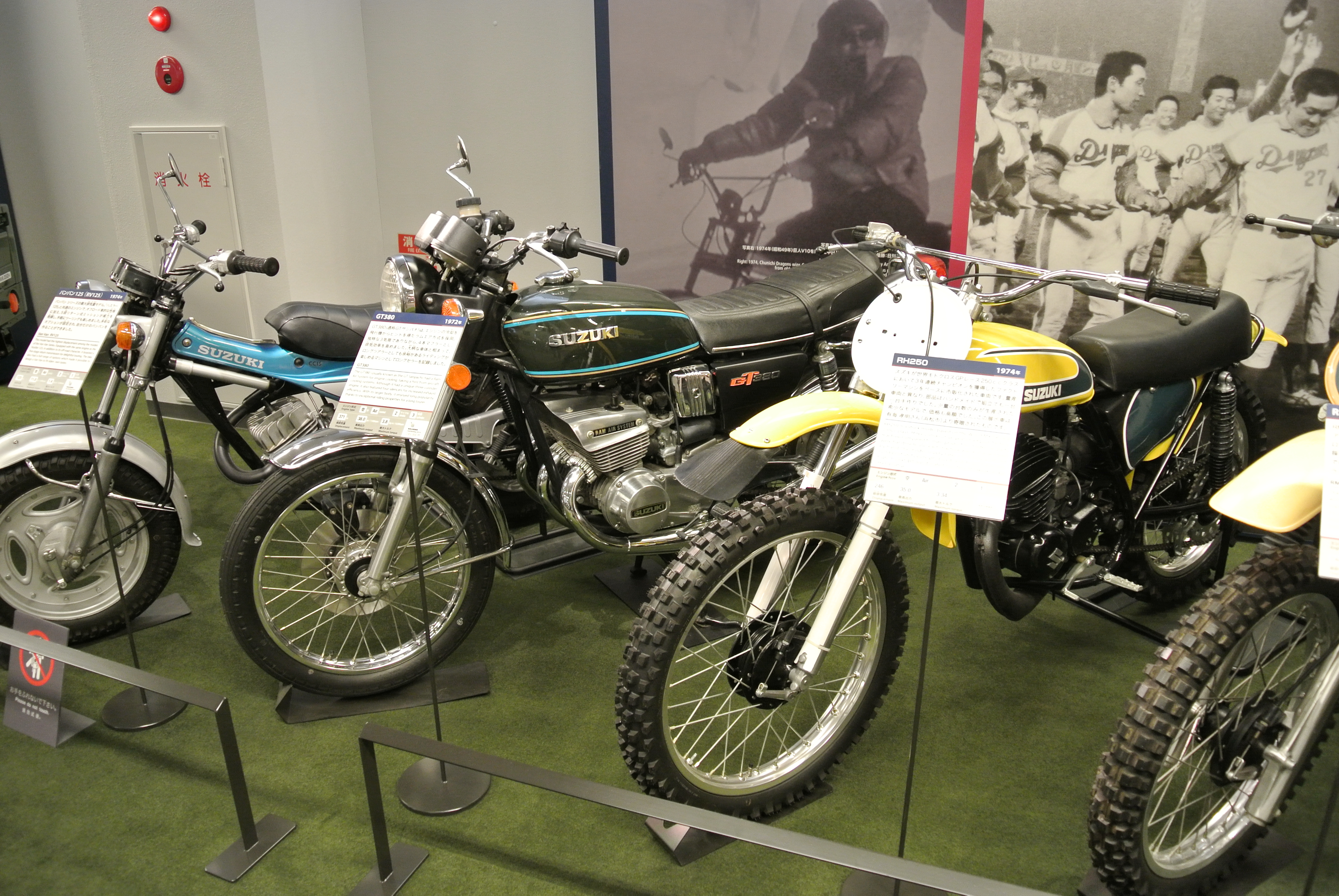
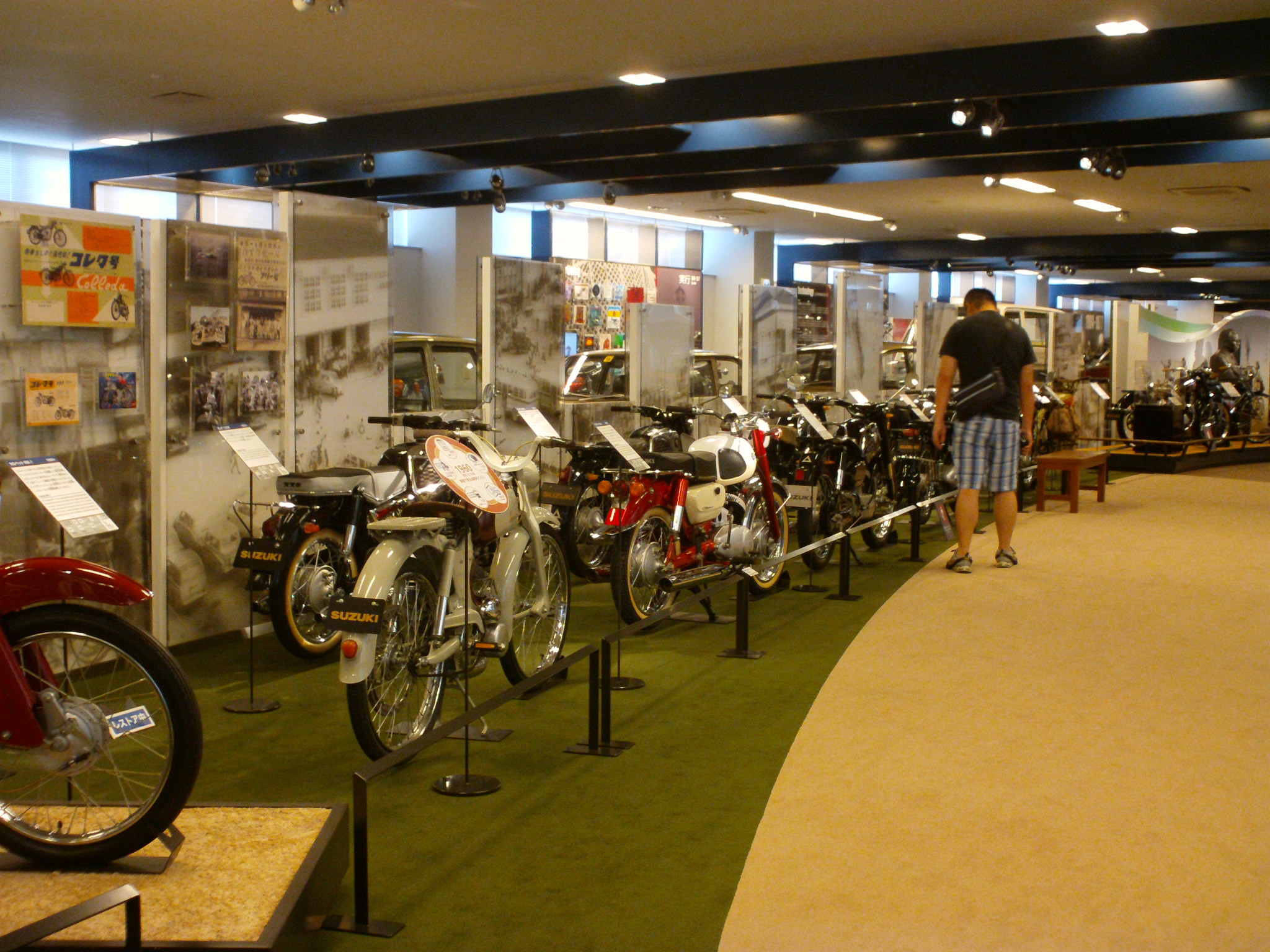
展場一隅

## 外部連結
- （日語）日文官方網站 （页面存档备份，存于）